# جورج اف. ماریون
جورج اِف. ماریون (انگلیسی: George F. Marion؛ ۱۶ ژوئیهٔ ۱۸۶۰ – ۳۰ نوامبر ۱۹۴۵) کارگردان و هنرپیشه سینما و تئاتر اهل کشور ایالات متحده آمریکا بود.

## قسمتی از فیلمشناسی
- گناهکاران خندان - ۱۹۳۱
- آنا کریستی - ۱۹۳۰
- خانه بزرگ - ۱۹۳۰
- Excuse Me
- به‌طور کامل - ۱۹۳۰
- لوک دل لیدی فیر را می‌رباید - ۱۹۱۷